# Natsuki Yoshimoto
Natsuki Yoshimoto (japanisch 吉本 菜月 Yoshimoto Natsuki; * 24. Juni 2003) ist eine japanische Tennisspielerin.

## Karriere
Yoshimoto spielt vor allem auf Turnieren der ITF Women’s World Tennis Tour, bei denen sie bislang drei Einzeltitel gewonnen hat.

## Turniersiege

### Einzel
| Nr. | Datum         | Turnier   | Kategorie | Belag     | Finalgegnerin  | Ergebnis      |
| --- | ------------- | --------- | --------- | --------- | -------------- | ------------- |
| 1.  | 18. Juni 2023 | Kawaguchi | ITF W15   | Hartplatz | Nana Kawagishi | 6:2, 6:0      |
| 2.  | 22. Juni 2025 | Sapporo   | ITF W15   | Hartplatz | Kim Yu-jin     | 4:6, 6:2, 6:4 |
| 3.  | 29. Juni 2025 | Sapporo   | ITF W15   | Hartplatz | Ayumi Miyamoto | 6:1, 6:0      |